# テラワロス
テラワロスは主に2ちゃんねるなどのインターネット掲示板で使われるインターネットスラングである。
テラワロスの原型の「ワロス」は、笑った→ワラタ→ワロタ→ワロス（同時期に、色々な言葉で「～ス」の語尾変形をさせる事が流行した）と変化し、これは２ちゃんねるで2000年代前半頃には見られた。そして、ワロスの強調形である「テラワロス」は2000年代後半頃には見られた。（「テラ」は、国際単位系における接頭辞で「1兆倍」を意味する）。
このテラワロスという言葉は特に2ちゃんねるのニュー速VIP板において「それなんてエロゲ?」、「あるあ…ねーよw」などと共に使われており、同板では平井堅『POP STAR』の替え歌として歌詞にこれらの言葉を含む『VIP★STAR』が登場、話題となった。
また中川翔子（しょこたん）は2006年の著書『しょこたん☆ぶろぐ2』に『ストーリーコスプレ集「テラワロスwwwww」』を収録していた（しょこたん語も参照）。

## 意味
テラワロスはもともと「笑った」「笑える」の意味でつかわれる「ワロス」にテラをつけて「すごく笑えた」「かなり笑える」という意味で使われた。

## 関連事件
2007年に起きた吉野家におけるバイトテロのテラ豚丼事件において、テラワロスという表現の流行が『テラ豚丼』を作るキッカケになったと言われている。
また毎日新聞は2008年7月17日に掲載したコラムにおいて、「秋葉原通り魔事件容疑者の自宅を取材中、容疑者の部屋を携帯で撮影して「テラワロス」と叫んで帰って行った若者に遭遇し、『モラルの崩壊』を肌で感じた」とした。全国紙が2ちゃんねる用語を使用したことおよび、現実社会で使用されたと報道されたことについて、ネット上では大きな反響を呼んだ。

## 廃語化
少なくとも2015年には既に原型のワロスが痛いと言われており、ニュー速VIP板の住民 (VIPPER) がテーマの漫画作品『旦那が何を言っているかわからない件』においても同2015年発行の5巻でテラワロスのネタが「今もう使わないだろそれ」というタイトルで登場している。